# 네이트 (이집트 신화)
네이트(Neith, Neit) 또는 니트(Nit)는 고대 이집트 신화에서 등장하는 초기의 여신으로서, 고대 이집트 선왕조의 수도였던 나일강 델타 서안에 자리잡은 사이스의 수호신이었다. 후기에 그녀는 전쟁과 수호의 여신이 되었다. 또한 고대 이집트에서 서쪽은 죽음의 땅을 상징하는 것으로서, 그녀를 저승의 여주인이라고 여겨졌다. 몇몇 자료에서는 이집트 최초의 신인 누의 아내로 서술되어 있다.

## 같이 보기
- 메르네이트